# Blue Byte
Die Ubisoft Blue Byte GmbH mit Sitz in Düsseldorf ist ein deutscher Computerspielentwickler. Das Unternehmen, das viele Jahre auch als Publisher tätig war, gehört zu den bekanntesten und am längsten am Markt aktiven Unternehmen der deutschen Computerspielbranche. 1988 von Thomas Hertzler und Lothar Schmitt als Blue Byte gegründet, ist es seit 2001 ein Tochterunternehmen des französischen Publishers Ubisoft und mittlerweile Dachorganisation der deutschen Aktivitäten des Konzerns. Derzeit umfasst Blue Byte die drei Entwicklungsstudios Ubisoft Düsseldorf (ursprünglich Blue Byte), Ubisoft Mainz (ursprünglich Related Designs) und Ubisoft Berlin.
Seit den Anfängen in der ausklingenden Heimcomputer-Ära veröffentlichte Blue Byte auf zahlreichen Plattformen über 30 Titel unter eigenem Namen. Zu den bekanntesten Marken gehören die Strategiespiel-Reihen Die Siedler mit weltweit circa drei Millionen verkauften Exemplaren, Battle Isle mit 650.000 verkauften Kopien und seit 2007 die Anno-Serie mit mehreren Millionen verkauften Kopien. Daneben sind die Studios als Co-Entwickler in viele der internationalen Produktionen des Ubisofts-Konzerns eingebunden.
Seit Bestehen beschäftigte und arbeitete das Unternehmen mit vielen bekannten Vertretern der deutschen Entwicklerszene zusammen. Darunter Thomas Friedmann, Thomas Häuser und Thorsten Knop, die später Funatics gründeten, der Spellbound-Gründer Armin Gessert, Siedler-Erfinder Volker Wertich und Anno-Produzent Christopher Schmitz.

## Unternehmensgeschichte
Blue Byte wurde 1988 von Thomas Hertzler, zuvor Entwicklungsleiter bei Rainbow Arts, und Lothar Schmitt in Mülheim an der Ruhr gegründet. Zu den ersten veröffentlichten Titeln gehörten das Jump ’n’ Run Twinworld (vertrieben von Starbyte), die Tennis-Simulation Great Courts (veröffentlicht von Ubisoft), die mit 515.000 verkauften Exemplaren zum ersten großen Erfolg der Entwickler wurde, und 1990 das Knobelspiel Atomino (vertrieben von Psygnosis).
Angespornt durch die ersten Erfolge begann Blue Byte mit der Entwicklung eines rundenbasierten Strategiespiels. Blue Bytes damaliger Publisher betrachtete das Projekt jedoch eher skeptisch und lehnte es schlussendlich ab. Daher beschloss Blue Byte, in Zukunft selbst als Publisher aufzutreten und die eigenen Spiele selbst zu vertreiben und zu vermarkten. Das Strategiespiel mit dem Titel Battle Isle wurde 1991 veröffentlicht und war der erste Teil einer der beiden Spielelegenden des Unternehmens. 1992 folgten bereits ein Add-on und das auf derselben Technik basierende Historyline: 1914–1918. Ebenfalls 1992 erschien das Shoot ’em up Apidya.
Das Jahr 1993 wurde ein äußerst erfolgreiches Jahr für Blue Byte. Das Unternehmen veröffentlichte das zweite Battle-Isle-Add-on, ein Jump ’n’ Run namens Yo! Joe und den zweiten Teil der Battle-Isle-Saga (von Accolade auch in den USA veröffentlicht), der ein weiterer Erfolg für das Unternehmen wurde. Endgültige Berühmtheit erlangte es in diesem Jahr jedoch durch das Aufbau-Strategiespiel Die Siedler (Amiga), das heute zu den Meilensteinen der Spieleszene gehört und Grundstein für Blue Bytes Erfolg wurde. SSI veröffentlichte das Spiel in den USA unter dem Namen Serf City.

Blue-Byte-Logo vor der Übernahme durch Ubisoft

Mit dem Jahreswechsel 1993/1994 konnte Hertzler das verbliebene fünfköpfige Entwicklerteam des deutschen Studios Thalion Software abwerben, darunter Studiogründer Erik Simon. Das Team begann mit den Arbeiten an einem Rollenspiel im Stile der Thalion-Erfolgstitel Ambermoon und Amberstar. Im Jahr 1994 wurde eine Niederlassung in Northampton, England, gegründet, um von dort aus den englischsprachigen Markt in Europa ins Visier zu nehmen. Das Spiel Die Siedler wurde aufgrund des großen Erfolges auf MS-DOS portiert. Ein Jahr später folgte eine Niederlassung in Schaumburg, Illinois, USA, um auch auf dem nordamerikanischen Markt Fuß zu fassen. Außerdem erschienen 1995 der dritte Teil der Battle-Isle-Reihe, Battle Isle 3: Schatten des Imperators, das Brettspiel Die Total verrückte Rally und das Adventure Chewy: Esc von F5.
Das Jahr 1996 brachte mit der Veröffentlichung von Die Siedler II: Veni, Vidi, Vici und dem dazugehörigen Add-on den endgültigen Durchbruch für Blue Byte. Es folgten das Rollenspiel Albion des Thalion-Teams und die von Massive entwickelte U-Boot-Simulation Schleichfahrt. 1997 veröffentlichte Blue Byte das Actionspiel Extreme Assault und das Taktikspiel Incubation, welches ein Ableger der Battle-Isle-Reihe mit 3D-Grafik war. Incubation erhielt auch international sehr gute Kritiken in den Medien (es wurde vom PC Gamer-Magazin zum „rundenbasierten Spiel des Jahres“ gewählt) und wurde zum Geheimtipp, konnte aber keinen wirtschaftlichen Erfolg erzielen. Mit dem frisch gegründeten Entwicklungsteam Murder of Crows mit Sitz in Austin, Texas, fand Blue Byte den ersten US-amerikanischen Partner. Es übernahm die Entwicklung des Online-Spiels Shadowpact.
Stetige finanzielle Probleme, zusammen mit der Konzentration der Entscheidungsträger auf den US-Markt, sorgten für einen kreativen Aderlass. In den Jahren 1997 und 1998 verließen viele altgediente und erfahrene Entwickler das Unternehmen, um bei anderen Entwicklern zu arbeiten, oder gründeten eigene Studios. Ein Team um Thomas Friedmann gründete beispielsweise das Entwicklungsstudio Funatics.
1998 folgte der dritte Teil der Die-Siedler-Reihe und konnte den Erfolg seiner Vorgänger sogar übertreffen. Obwohl Blue Byte zuvor bekanntgegeben hatte, aufgrund mangelnder Unterstützung seitens Apple keine Spiele mehr für den Macintosh umzusetzen, änderte das Unternehmen die Meinung und entwickelte eine Portierung von Die Siedler III. Im selben Jahr konnte Blue Byte ein Distributions-Abkommen mit SouthPeak Interactive über den Vertrieb von Die Siedler III in Nordamerika abschließen, wodurch die Spieleserie auch dort (unter dem Namen The Settlers) bekannt wurde. Die als dritter Teil der Great-Courts-Reihe erschienene Tennissimulation Game, Net & Match! bot erstmals umfangreiche Internetoptionen. In Zusammenarbeit mit Stern Online startete Blue Byte 1998 sogar ein Internet-Turnier mit über 100 Teilnehmern. Ebenfalls 1998 erwarb Ferris Productions die Lizenzrechte für eine Spielhallen-Version von Extreme Assault. Im November zog dann die US-Niederlassung von Schaumburg nach Austin, Texas, einem der Zentren der US-amerikanischen Entwicklerbranche, um größere Nähe zum Entwicklungsteam Murder of Crows zu haben. Leiter der Niederlassung war Mark Hall.
1999 kam der Attic-Gründer Hans-Jürgen Brändle als Produktmanager für die Siedler-Reihe nach Mülheim. Außerdem erwarb Blue Byte die weltweiten Vertriebsrechte zu Stephen Kings erstem Multimedia-Projekt Stephen King’s F13 und Dragon’s Lair 3D der Dragonstone Studios. Dragon’s Lair 3D war eine Fortsetzung des sehr bekannten und erfolgreichen Originals Dragon’s Lair und das Unternehmen erhoffte sich neben hohen Verkaufszahlen einen höheren Bekanntheitsgrad in den Vereinigten Staaten und dadurch auch bessere Chancen für ihre anderen Spiele auf dem US-Markt. Nachdem sich Probleme bei SouthPeak Interactive abzeichneten, setzte Blue Byte auf Interplay als Distributor für Nordamerika. Im Mai 1999 gab Blue Byte bekannt, einen eigenen Online-Spieledienst, genannt GAME.NET, zu starten. Hierüber sollten alle Multiplayer-Partien der von Blue Byte veröffentlichten Spiele ablaufen, speziell das Online-Spiel Shadowpact. Mitte 1999 beschloss Blue Byte, alle europäischen Vertriebs- und Marketing-Operationen zusammenzuschließen. Die englische Niederlassung wurde geschlossen, Vertrieb und Marketing wurden fortan zentral in der Hauptniederlassung in Mülheim getätigt. Daneben musste nach knapp zwei Jahren die Produktion des innovativen Online-Strategiespiels Shadowpact wieder eingestellt werden, dessen Veröffentlichung ursprünglich für das vierte Quartal des Jahres vorgesehen war.
Im Jahr 2000 setzte Blue Byte sehr stark auf das Internet. Es nahm das US-amerikanische Entwicklungsstudio Palestar unter Vertrag, das Blue Bytes Online-Spiel Battle Isle: Darkspace entwickeln sollte. Ende des Jahres 2000 kündigte das Unternehmen in seinem großen E-Commerce-Geschäftsplan an, dass es beabsichtige, über drei Millionen Dollar in die Online-Entwicklung zu investieren und den Kunden mehr Informationen und Dienste online zu bieten. Der Verkauf von Spielen in Nordamerika sollte fortan vor allem über Blue Bytes Onlineshop Blue Byte Direct abgewickelt werden. Zu den Gründen für dieses Geschäftsvorhaben gehörten wohl auch Blue Bytes Schwierigkeiten mit der Vermarktung und dem Verkauf ihrer Spiele in den USA. Zum neuen Fokus auf den Onlinebereich gehörte auch die Eröffnung des Online-Spieledienstes Blue Byte Game Channel (früher noch GAME.NET getauft). Über diesen Dienst werden alle Mehrspieler-Partien der Blue Byte-Spiele gehostet. Daneben bietet es Chats, Foren und andere Aktivitäten für Fans. Bereits im Januar 2002 konnte man 100.000 registrierte Mitglieder verzeichnen.
Im Juli 2000 erwarb Blue Byte die Vertriebsrechte für die Flugsimulation IL-2 Sturmovik des Entwicklers 1C:Maddox Games. In Nordamerika sollte es nur über den eigenen Onlineshop vertrieben werden, im Rest der Welt traditionell im Ladengeschäft. Das von den Fans erwartete Die Siedler IV musste dagegen verschoben werden. Zum Trost konnte man Die-Siedler-Sammelfiguren erwerben und Blue Byte veröffentlichte das erfolgreiche Minispiel Hiebe für Diebe. Der Ende 2000 veröffentlichte offizielle vierte Teil der Battle-Isle-Reihe, Der Andosia-Konflikt, programmiert vom slowakischen Studio Cauldron, war das vorerst letzte Produkt unter eigener Regie. Durch einige Designschwächen konnte es die Fans nicht gänzlich überzeugen.
Im Februar 2001 wurde Blue Byte Software schließlich vom französischen Publisher Ubisoft für rund 26 Millionen Mark mitsamt seiner Spielemarken aufgekauft. Hertzler verließ das Unternehmen und arbeitete fortan laut Pressemitteilung nur noch als „freischaffender Berater“. Die Leitung ging über auf Odile Limpach, Geschäftsführerin von Ubisoft Deutschland, die dabei von Benedikt Grindel unterstützt wurde. Ubisoft übernahm Blue Bytes bisherige Vertriebsaktivitäten, etwa für die Spiele IL-2 Sturmovik und Dragon’s Lair 3D, die ab diesem Zeitpunkt unter dem Ubisoft-Logo erschienen. Das Entwicklungsstudio wurde unter seinem angestammten Namen und Logo weitergeführt, die Arbeiten zunächst aber auf die Fortführung der erfolgreichsten Kernmarke Die Siedler begeschränkt. Im Februar, nur kurz nach der Übernahme, erschien das lange erwartete Die Siedler IV, das jedoch aufgrund vieler Bugs negativ auffiel. Die zwei nachfolgenden Add-ons zeigten sich dagegen ausgewogener und qualitativ überzeugender. Andere Produktionen wurden vom neuen Eigner eingestellt. Im Mai kündigte Ubisoft an, den Online-Titel Battle Isle: Darkspace nicht zu veröffentlichen, da man eine „Verwässerung der Battle-Isle-Serie durch den Titel“ befürchte. Zwar kündigte der Publisher an, die Reihe fortsetzen zu wollen, ließ dieses Versprechen jedoch unerfüllt.
Im Jahr 2003 wurde der Sitz von Blue Byte nach Düsseldorf in den deutschen Hauptsitz von Ubisoft verlegt. Die Die-Siedler-Reihe wurde 2004 mit Die Siedler: Das Erbe der Könige weitergeführt. 2006, zum zehnjährigen Jubiläum von Die Siedler II und dem 25-jährigen Bestehen von Ubisoft, wurde ein Remake von Die Siedler II unter dem Namen Die Siedler II: Die nächste Generation veröffentlicht. 2007 folgte Die Siedler VI: Aufstieg eines Königreichs, welches im gleichen Jahr den deutschen Entwicklerpreis gewann. Mit Die Siedler 7 erschien 2010 die bisher letzte Einzelspieler-Auskoppelung der Die-Siedler-Reihe. Noch im gleichen Jahr erschien Die Siedler Online, ein webbasiertes Free-to-play-Spiel, welches den Deutschen Computerspielpreis 2011 gewann. Nachdem der deutsche Publisher Sunflowers Interactive im Jahr 2007 von Ubisoft akquiriert wurde, übernahm Blue Byte die Produktion der Anno-Serie, das jedoch weiterhin bei Related Designs in Mainz entwickelt wurde. 2009 wurden Anno 1404 sowie Anno – Erschaffe eine neue Welt (für Wii & DS) veröffentlicht. 2011 folgte Anno 2070, welches das erste Mal ein Zukunftszenario nutzte und 2012 den Deutschen Entwicklerpreis gewann. Mit Anno Online erschien 2012 schließlich ebenfalls eine webbasierte Free-to-play-Version der Anno-Serie. Im April 2013 wurde Related Designs vollständig von Ubisoft übernommen und am 18. Juni 2014 in Blue Byte Mainz umfirmiert.
Zum 1. September 2014 übergab Odile Limpach die Leitung von Blue Byte an Benedikt Grindel. Am 3. November 2015 erschien Anno 2205 und gewann beim Deutschen Entwicklerpreis insgesamt drei Preise, in den Kategorien: Beste Grafik, Bestes PC-Spiel & Bestes Deutsches Spiel. Im Umfeld der Gamescom 2016 wurde die neue Blue-Byte-Strategie bekannt. Demnach zieht sich Blue Byte aus dem Free-to-play-Geschäft zurück. Unter anderem werden Browserspiele wie Silent Hunter Online und Panzer General Online abgeschaltet. Stattdessen spezialisieren sich die Studios in Düsseldorf und Mainz auf die beiden Eigenmarken (Die Siedler, Anno) sowie die PC-Optimierung von Ubisoft-Konsolenspielen wie For Honor. Im Oktober 2016 wurde auch die Entwicklung des Free2play-Spieles Anno Online eingestellt.
Am 19. April 2017 gab Blue Byte die Eröffnung eines dritten Studios in Berlin bekannt, um zusätzliche Entwicklungskapazitäten für die internationalen Großproduktionen des Ubisoft-Konzerns zu gewinnen. Das Studio wurde trotz der Zuordnung zu Blue Byte unter dem Namen Ubisoft Berlin gegründet, Blue Byte wiederum in Ubisoft Blue Byte umbenannt. In der Darstellung des Unternehmens stehe der Name Blue Byte vor allem für Spiele aus dem Genre der Aufbaustrategie, während die deutschen Entwicklerstudios mittlerweile auch an anderen Produktionen des Konzerns mitarbeiteten. Mit dem Verweis auf den Mutterkonzern solle daher das internationale Renommee bei der Gewinnung neuer Fachkräfte genutzt werden. Im Rahmen der Gamescom 2017 wurde weiterhin bekannt gegeben, dass Blue Byte Mainz an Anno 1800 und somit an einem neuen Teil der Anno-Reihe arbeitet. Im August 2019 wurden auch die bisherigen Studios in Ubisoft Düsseldorf und Ubisoft Mainz umbenannt, wobei Ubisoft Blue Byte weiterhin als Dachorganisation für die deutschen Studios erhalten blieb. Im April 2019 wurde Anno 1800 im Epic Store und bei Uplay veröffentlicht.
Im Februar 2023 veröffentlichte Blue Byte nach 13 Jahren Entwicklungszeit den bislang letzten Teil der Siedler-Reihe, Neue Allianzen. Das Spiel wurde von Spielern und Fachpresse zerrissen. Der Erfinder der Siedler-Reihe, Volker Wertich, stieg schon vor der Veröffentlichung aus der Entwicklung aus.

## Entwicklung und Veröffentlichungen

### Spiele als Entwickler
- Great Courts (international: Pro Tennis Tour) (1989)
- Twinworld (auch Twin World, TwinWorld) (1989)
- Great Courts 2 (international: Pro Tennis Tour 2) (1990)
- Atomino (1990)
- Tom and The Ghost (1990)
- Battle Isle (1991)
- Battle Isle Data Disk I (1992)
- Historyline: 1914–1918 (1992)
- Die Siedler (1993)
- Battle Isle Data Disk II: The Moon of Chromos (international: Battle Isle '93) (1993)
- Battle Isle 2 (1993)
- Battle Isle 2 Scenery CD: Das Erbe des Titan (1994)
- Die total verrückte Rallye (1995)
- Battle Isle 3: Schatten des Imperators (1995)
- Albion (1995)
- Die Siedler II – Veni, Vidi, Vici (1996)
- Die Siedler II Mission-CD (1996)
- Die Siedler II Gold Edition (1997)
- Incubation: Battle Isle Phase Vier (1997)
- Incubation Mission Pack (1997)
- Extreme Assault (1997)
- Game, Net & Match! (1998)
- Die Siedler III (1998)
- Die Siedler III Mission-CD (1999)
- Die Siedler III: Das Geheimnis der Amazonen (1999)
- Die Siedler III Gold Edition (2000)
- Battle Isle Platinum (eine Zusammenstellung aller bisherigen Battle-Isle-Teile inkl. Incubation und aller Add-ons) (2000)
- Die Siedler: Hiebe für Diebe (2001)
- Die Siedler IV (2001)
- Die Siedler IV Mission-CD (2002)
- Die Siedler IV: Die Trojaner und das Elixier der Macht (2002)
- Die Siedler IV Gold Edition (2002)
- Die Siedler IV: Die Neue Welt (2002)
- Die Siedler Platin Edition (eine Zusammenstellung aller bisherigen Die-Siedler-Gold-Editionen) (2003)
- Die Siedler: Das Erbe der Könige (2004)
- Die Siedler: Das Erbe der Könige – Nebelreich (2004)
- Die Siedler: Das Erbe der Könige – Legenden (2005)
- Die Siedler: Das Erbe der Könige Gold Edition (2005)
- Die Siedler II – Die nächste Generation (2006)
- Die Siedler II: Die nächste Generation – Wikinger (2007)
- Die Siedler – Aufstieg eines Königreichs (2007)
- Die Siedler – Aufbruch der Kulturen (2008)
- Die Siedler: Aufstieg eines Königreichs – Reich des Ostens (Mission Pack) (2008)
- Anno 1404 (in Zusammenarbeit mit Related Designs) (2008)
- Die Siedler 7 (2010)
- Die Siedler – Meine Stadt (2010)
- Die Siedler Online (2010)
- Anno 2070 (in Zusammenarbeit mit Related Designs) (2011)
- Anno Online (Browsergame-Variante der Anno-Reihe) (2013)
- Silent Hunter Online (2013)
- Might & Magic: Heroes Online (2013)
- Panzer General Online (2013)
- Assassin’s Creed Identity (2014)
- Anno 2205 (2015)
- Champions of Anteria (2016)
- Anno 1800 (2019)
- Die Siedler: Neue Allianzen (2023)

### Spiele als Publisher
- Battle Isle (1991)
- Battle Isle Data Disk I (1992)
- Historyline: 1914–1918 (1992)
- Yo! Joe! Beat the Ghosts (1993, entwickelt von Scipio, erschien unter Blue Bytes Label „Play Byte“)
- Die Siedler (1993)
- Battle Isle Data Disk II: The Moon of Chromos (1993)
- Battle Isle 2 (1993)
- Battle Isle 2 Scenery CD: Das Erbe des Titan (1994)
- Battle Isle 3: Schatten des Imperators (1995)
- Albion (1995)
- Chewy: Esc von F5 (1995, entwickelt von New Generation Software)
- Die Siedler II – Veni, Vidi, Vici (1996)
- Die Siedler II Mission-CD (1996)
- Die Siedler II Gold Edition (1997)
- Schleichfahrt (1996, entwickelt von Massive Development)
- Incubation: Battle Isle Phase Vier (1997)
- Incubation Mission Pack (1997)
- Extreme Assault (1997)
- Game, Net & Match! (1998)
- Die Siedler III (1998)
- Die Siedler III Mission-CD (1999)
- Die Siedler III: Das Geheimnis der Amazonen (1999)
- Die Siedler III Gold Edition (2000)
- Stephen King’s F13 (2000, entwickelt von Presto Studios)
- Battle Isle Platinum (2000)
- Battle Isle: Der Andosia-Konflikt (2000, entwickelt von Cauldron)
- Die Siedler: Hiebe für Diebe (2001, Minigame)
- Die Siedler IV (2001)